# Ардахан
Ардахан (на турски: Ardahan; на грузински: არტაანი; на арменски: Արդահան; на кюрдски: Erdêxan) е град в Турция. Той е административен център на вилает Ардахан. Разположен е на 1790 – 1880 метра надморска височина. Според оценки на Статистическия институт на Турция към 31 декември 2019 г. населението на града е 22 707 души.

## История

### Античен и средновековен период
Първият оцелял запис за този регион се приписва на Страбон, който го нарича Гогарене (Гугарк) и споменава, че е част от Армения, отнета от Иберийското кралство. През средновековието Ардахан е служил като важен транзитен пункт за стоки, пристигащи от Абасидския халифат и заминаващи за районите около Черно море. През 8-и до 10-и век регионът е бил в ръцете на князете Багратиони от Тао-Кларджети, а между 11-и и 15-и век е част от Царство Грузия. Според арабския историк Яхия Антиохийски, през 1021 г. византийците разрушават Ардахан и избиват населението му.
През 1230-те години градът е превзет от монголците, но през 1266 г. грузинските принцове на Самцхе-Саатабаго успяват да го възвърнат. През 1555 г., с договора в Амасия, западната част на княжеството Самцхе е анексирана от Османската империя. и Ардахан е включен в състава на санджака Ардахан.[9] Османците превръщат Ардахан в град–крепост. През 1640-те години османският пътешественик Евлия Челеби посещава Ардахан и дава следното описание:
| „ | Крепостта Ардахан се намира на върха на непристъпна скала. Тя е с квадратна форма и здрава... Тази крепост има студен климат и поради това там няма градини или овощни градини. Плодовете пристигат от крепостта в Аджара и Тортум. | “ |

### Модерен период
През 1829 г. се записва, че Ардахан е имало 400 домакинства, по-голямата част от които арменци. Много от тях по-късно емигрират в Руската империя. По време на Руско-турската война през 1828 – 1829 г. е важен пътен възел, свързващ граничната крепост Ахалцихе с пътя Карс – Ерзерум. Градът преминава под властта на Руската империя след Руско-турската война през 1877 – 1878 г. и става част от Карска област. По-голямата част от населението на града са арменци. Градът процъфтява икономически под руската власт, изнасяйки плодове, пушено агнешко месо, пшеница и дърва. Изградени са нови пътища, свързващи Ардахан с Ахалкалаки, Карс и Олту. На 25 декември 1914 г., в първите месеци на Първата световна война, османската армия окупира Ардахан и избива много от неговите жители – арменци, понтийски гърци и грузинци. Руснаците, с помощта на арменски и понтийски гръцки милиции превземат града на 3 януари 1915 г., позволявайки на някои от първоначалните жители които са избягали да се върнат.
Докато руските сили се изтеглят от фронта след Октомврийската революция, малка арменска доброволческа сила заема позиции, за да защитава града от приближаващата османска армия. На 6 март 1918 г. османската армия, заедно с помощта на мюсюлманите в града, разбива арменския гарнизон на Ардахан и превзема града. След края на Първата световна война британците окупират Ардахан и предават града под контрола на Демократична република Армения. През ноември 1920 г. турските националисти превземат Ардахан, останалите в града арменци, понтийски гърци и грузинци бягат в Армения, Северна Гърция и Грузия. Според Московския договор, подписан на следващата година между Съветския съюз и Османската империя градът преминава в територията на Османска Турция.

## Население

### Етнически състав
Преди арменския геноцид по-голямата част от населението на града са били арменци.
В навечерието на Руско-турската война през 1877 – 1878 г. по-голямата част от населението на града са арменци, други етнически групи са грузинци, понтийски гърци (наричани кавказки гърци), кавказки евреи, руснаци, кюрди, осетинци и езиди. В града се заселват поляци, по-голямата част от пристигат след руската подялба на Полша, след като са призовани в руската армия.
Според резултатите от първото общо преброяване на населението на Руската империя през 1897 г., населението на града е 4142 души, от които: 1315 (31,75%) арменци, 1331 (32,13%) славяни (главно руснаци, както и украинци, беларуси), 746 (18,01%) турци, 206 (4,97%) поляци, 111 (2,68%) евреи, 107 (2,58%) гърци, 99 (2,39%) грузинци, 66 (1,59%) персийци, 45 (1,09%) литовци, 30 (0,72%) германци, 12 (0,29%) кюрди, 8 (0,19%) карапапаци, 7 (0,17%) туркмени и 59 (1,42%) представители на други етнически групи.
Според Кавказкия календар за 1915 г. населението на града към 1914 г. е 4113 души, от които: 2063 (50,16%) арменци, 751 (18,26%) турци, 574 (13,96%) руснаци, 74 (1,80%) кюрди, 41 (1,0%) грузинци, и др.